# Merken
Merken (Dürener Platt Märke) ist ein Stadtteil der Kreisstadt Düren in Nordrhein-Westfalen.

## Lage
Der Ort Merken grenzt nördlich an die Gemeinde Inden mit dem sterbenden Ortsteil Pier und dem Dürener Stadtteil Echtz im Westen, dem Stadtteil Hoven im Süden und östlich an die Gemeinde Niederzier. Östlich an Merken vorbei fließt der Lendersdorfer Mühlenteich und die Rur. Merken liegt auf etwa 108 m ü. NHN. Der tiefste Punkt Merkens ist auch gleichzeitig der tiefstgelegene Punkt der Stadt Düren mit 105 m ü. NHN an der Rur an der Grenze zur Gemeinde Niederzier. Unmittelbar neben Merken liegt auch der Braunkohletagebau Inden. Am 12. März 2010 kam es zu einem Erdrutsch an der Abbruchkante des Tagebaus. Im Gegensatz zum Erdrutsch von Nachterstedt, entstand der hiesige Böschungsrutsch an der Arbeitsböschung, die steiler ist als die endgültige Böschung nach Rekultivierung.
Die östliche Anbindung des Ortes an Huchem-Stammeln wurde am 6. April 2021 gesperrt. Bis 2022 soll eine Anbindung der neuen Ortsumgehung an die B 56 gegenüber der Bahnhofstraße erfolgen.

## Geschichte

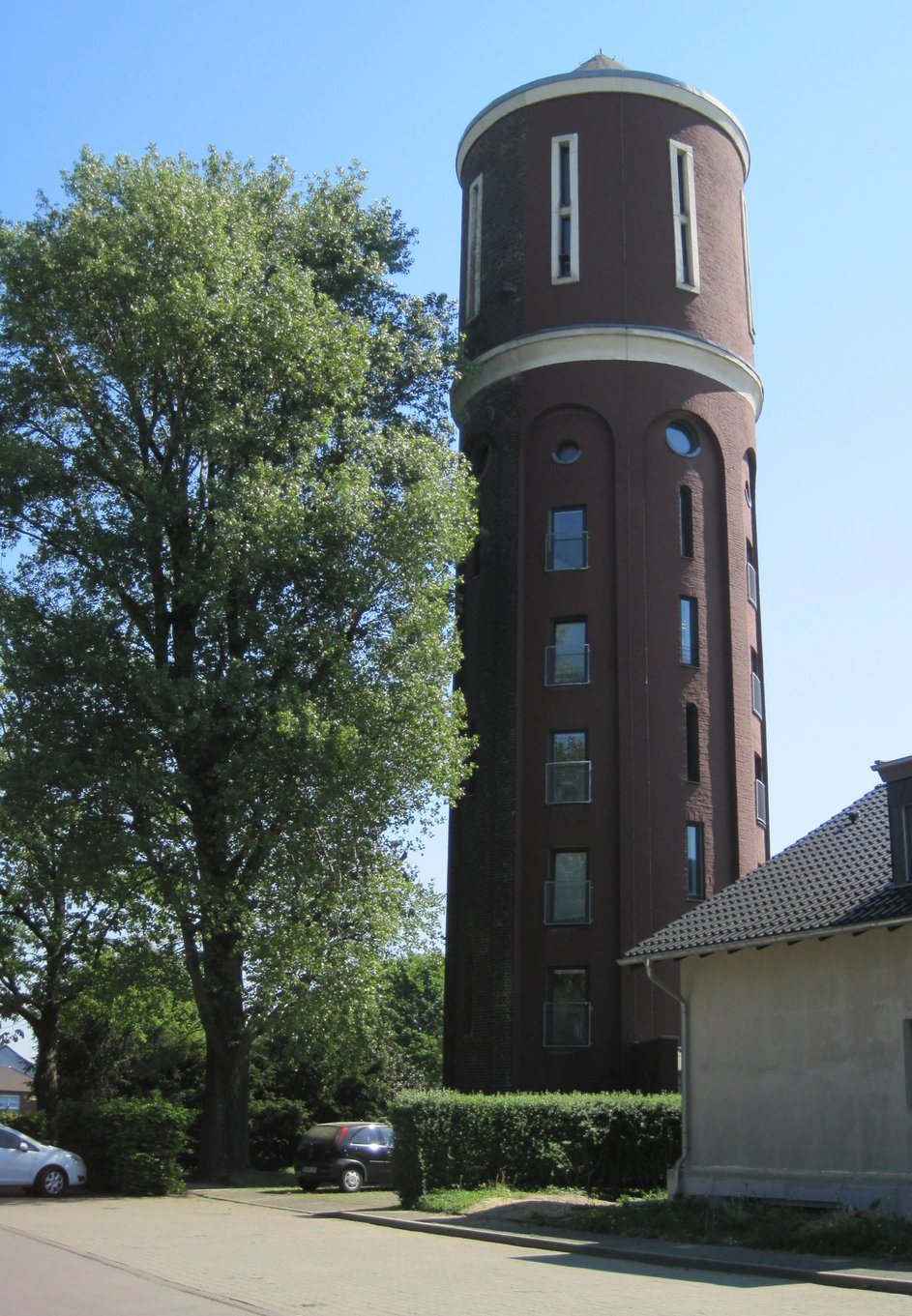
Ehemaliger Wasserturm

Die erste sichere urkundliche Erwähnung des Ortes Merken stammt aus dem Liber valoris aus der Zeit um 1300. Dort ist im Kapitel über den Dekanat Jülich an fünfter Stelle „Marken capella“ mit einem geschätzten Steuereinkommen von 5 m[a]rc[e] und einer Zehntzahlung von 6 sol[idi] aufgeführt. Bekannt sind erstens ein Brandurnengräberfeld aus der Hallstattzeit (um 800 vor Christus), das im Spätsommer 1936 in der Merkener Flur „In der Woeste“ beim Bau der Autobahn Köln – Aachen entdeckt, und zweitens „viele römische Ziegel“, die im unteren Turmbereich der Merkener Pfarrkirche verbaut sind. Nachgewiesen ist eine bis heute nicht erforschte römische Trümmerstelle im Bereich des Pflanzstreifens zwischen Schlichbach und Luisenstraße.
Der Dingstuhl Merken ist urkundlich erstmals 1439 erwähnt. Merken gehört zu diesem Zeitpunkt zum Gebiet des Herzoges von Jülich-Berg. Um 1550 reformiert der Herzog von Jülich-Kleve-Berg das Herrschaftsgebiet. Der Dingstuhl Merken und der Dingstuhl Pier bilden von da ab den Dingstuhl Pier und Merken. Dieser gehört bis 1794 zum Oberamt Jülich und wird im Jahre 1798 von den französischen Besatzern aufgelöst. Die Franzosen ordnen ihre Eroberungen auf dem linken Rheinufer nach der in ihrem Land üblichen Verwaltungsordnung. Die Gemeinde Merken gehört zur Mairie Merken im Kanton Düren; der Kanton Düren im Arrondissement d’Aix-la-Chapelle im Département de la Roer. Zur Mairie Merken zählen die Gemeinden Merken, Mariaweiler-Hoven und Derichsweiler. Das Gebiet dieser Mairie bildet seit dem 5. April 1815 im Königreich Preußen die Bürgermeisterei Merken im Kreis Düren. Von 1879 bis zum 1. April 1921 werden die Bürgermeistereien Birkesdorf und Merken in Personalunion geführt. Seit dem 15. August 1927 befindet sich die Verwaltung der Bürgermeisterei Merken in Mariaweiler. Ab 1928 ersetzt der Begriff ‚Amt’ den Begriff ‚Bürgermeisterei, das Verwaltungsgebiet ändert sich nicht. Zwischen Juli 1944 und Februar 1949 werden die Bürgermeistereien Echtz und Merken in Personalunion geführt. Seit dem 1. Januar 1972 existiert die Gemeinde Merken nicht mehr. Merken ist ein Stadtbezirk von 15 Stadtteilen der Stadt Düren.

### Der Name Merken
Merken stammt aus dem lateinischen Margo (Rand, Einfassung, Grenze) und bedeutet so viel wie Ort oder Gebiet an der Grenze. Zur Zeit der Entstehung des Namens befand sich hier mit hoher Wahrscheinlichkeit eine Grenze. Für die Zeit um 69 n. Chr. diente der Aufenthalt der Soldaten jedoch nicht der Grenzsicherung, sondern vermutlich der Vorbereitung zum Einmarsch „in das Stammesgebiet der Bataver“. „Die militärische Absicherung der Westgrenze der CCAA (Colonia Claudia Ara Agrippinensium) beziehungsweise der vielleicht noch bestehenden civitas Ubiorum kann man ausschließen, lagerten die Ubier doch incuriosius, also recht gleichgültig oder sorglos. Dieses Verhalten passt nicht zu einer militärischen Grenzsicherung, die Ubier hätten sonst sicherlich einen Angriff erwartet.“
Im Mittelalter gehörte der Dingstuhl Merken zum Gebiet der Grafen und späteren Herzöge von Jülich. 1336 „entließ der Kaiser das »castrum Royde«, das heißt Burg und Herrschaft Merode, aus der Lehenshoheit des Reiches und unterstellte sie der Lehenshoheit des Grafen und späteren Herzogs von Jülich. 1348 bestätigte Karl IV. diese Verfügung.“ Bis zum Ende des Ancien-Régimes 1794 grenzte das Gebiet des Dingstuhles im Süden an die Herrschaft Merode.

### Arbeitsdienst Lager Merken
Bis Herbst 1933 bestand in Merken das Lager 2/25 des Deutschen Arbeitsdienst der NSDAP. In diesem Lager verrichteten 140 Arbeitslose im Alter von 15 bis 24 Jahren Rodungsarbeiten. Ab November 1933 befand sich das Lager in Düren.

### Einwohnerentwicklung
| Bevölkerungsentwicklung |                             |
| Jahr                    | Familien, die Land besitzen |
| 1694                    | 112                         |
| 1716                    | 93                          |
| 1736                    | 96                          |
| 1776                    | 145                         |
| 1797                    | 158                         |

| Bevölkerungsentwicklung |               |
| Jahr                    | Einwohnerzahl |
| 1799                    | 616           |
| 1802                    | 730           |
| 1815                    | 667           |
| 1828                    | 870           |
| 1849                    | 1021          |
| 1853                    | 1226          |
| 1892                    | 1453          |
| 1905                    | 1793          |
| 1925                    | 2109          |
| 1932                    | 2233          |
| 1939                    | 2360          |
| 1950                    | 2468          |
| 1956                    | 2653          |
| 1960                    | 2744          |
| 1961                    | 2681          |
| 1965                    | 2810          |
| 1970                    | 2724          |
| 1971                    | 2876          |
| 2001                    | 3367          |
| 2005                    | 3323          |
| 2009                    | 3275          |
| 2010                    | 3221          |
| 2011                    | 3169          |
| 2012                    | 3107          |
| 2013                    | 3077          |
| 2014                    | 2984          |
| 2015                    | 2979          |
| 2016                    | 3000          |
| 2017                    | 3001          |
| 2018                    | 3001          |
| 2019                    | 3002          |

## Politik

### Ratsmitglieder
Die Merkener wählten bei den letzten Kommunalwahlen am 13. September 2020 für den Rat der Stadt Düren:
| SPD       | 518 Stimmen | 44,24 % |
| CDU       | 404 Stimmen | 34,50 % |
| Grüne     | 114 Stimmen | 9,74 %  |
| AfD       | 72 Stimmen  | 6,15 %  |
| FDP       | 31 Stimmen  | 2,65 %  |
| Piraten   | 20 Stimmen  | 1,71 %  |
| Die Linke | 12 Stimmen  | 1,02 %  |

Quelle:
Vertreter im Rat der Stadt Düren wurden somit Rudolf Schwalbach (SPD, Direktmandat) und Ralf Freiberger (CDU, über Liste).
Der Bezirksausschuss Merken wählte am 12. Mai 2021 Rudolf Schwalbach zum neuen Vorsitzenden und Ralf Freiberger zu seinem Stellvertreter.

### Bezirksausschuss Merken
Seit 1999 existiert ein Bezirksausschuss Merken. Den Vorsitz führten
- 1999–2000 Walter Vitzer, SPD
- 2000–2004 Helmut Sieger, SPD
- 2005–2009 Wilfried Prescher, CDU
- 2010–2014 Ralf Freiberger, CDU
- 2014–2021 Horst Knapp, CDU
- 2021 Rudolf Schwalbach, SPD

Die Sitzverteilung im Bezirksausschluss ergibt sich wie folgt:
| SPD     | 7 Sitze | Stimmberechtigt |
| CDU     | 5 Sitze | Stimmberechtigt |
| Grüne   | 2 Sitze | Stimmberechtigt |
| AfD     | 1 Sitz  | Stimmberechtigt |
| BUNTE   | 1 Sitz  | Beratend        |
| FDP     | 1 Sitz  | Beratend        |
| BfD     | 1 Sitz  | Beratend        |
| Piraten | 0 Sitze | Beratend        |

Den Vorsitz im Bezirksausschuss Merken führt Rudolf Schwalbach, wohnhaft in Düren-Merken. Stellvertretender Vorsitzender ist Ralf Freiberger, wohnhaft in Düren-Hoven.
Alle Mitglieder des Bezirksausschusses Merken können im Ratsinformationssystem der Stadt Düren eingesehen werden. Den Sitz des Seniorenrates besetzt zur Zeit Joachim Ecker als Mitglied des Bezirksausschusses in beratender Funktion.

## Bauwerke

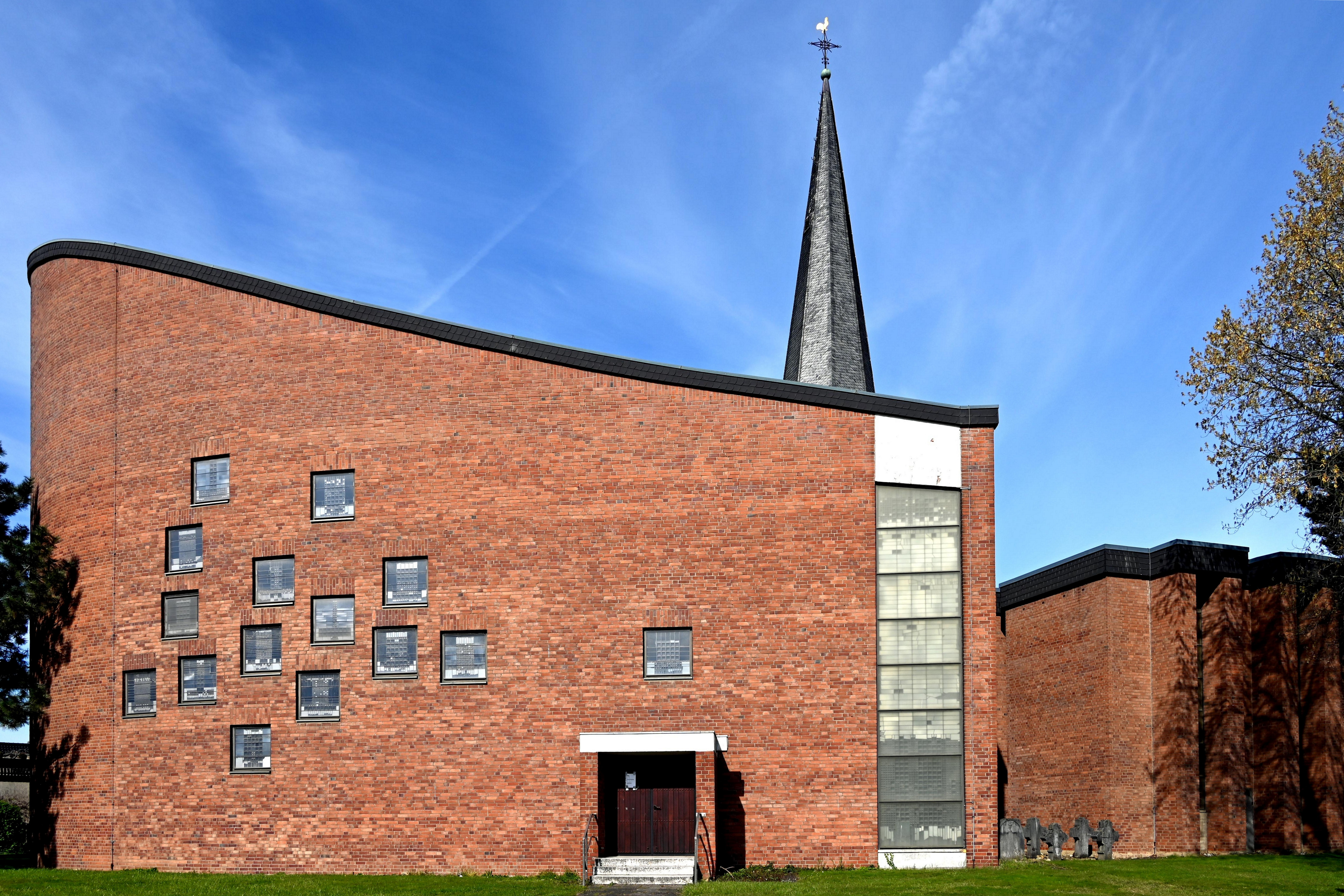
Die Kirche St. Peter

Die mit einem Stern * gekennzeichneten Gebäude stehen unter Denkmalschutz:
- Pfarrkirche St. Peter, erbaut 1966 bis 1968 unter Einbeziehung des noch in Teilen mittelalterlichen Turms des Vorgängerbaus
- Annakapelle* erbaut 1850
- Juswenge Hauf*, heute: Thelenhof, erbaut 1753, Roermonder Straße 74
- Bauernhaus Wallraff, mit einem Torbogen* von 1598, Peterstraße 4
- Fachwerkhaus Kügeler*, Gertrudisstraße 1
- Transformatorenhaus*, Gertrudisstraße 9
- Brauerei Keller, später Gerhards, jetzt Giehler, Klapperstraße 19
- der ehemalige Wasserturm*, heute Wohnhaus, Roermonder Straße/Quirinusstraße
- Bauernhaus Schröder/Berg, Andreasstraße 27
- Fachwerkhaus Husch/Kutsch*, Peterstraße 77
- Verwaltungsgebäude Gebr. Schmitz (heute: CWS Lackfabrik)
- Fachwerkhaus des Gärtners der Firma Gebr. Schmitz, Sebastianusstraße 9
- Fachwerkhaus des Kutschers der Firma Gebr. Schmitz, Sebastianusstraße 1
- Spätklassizistische Villa*, erbaut 1850, Paulstraße 50
- Villa Emmel* (heute: Elisabeth-Heim), Paulstraße 71
- das Silo der Buirer-Genossenschaft, Peterstraße

## Verkehr
Am 1. Januar 1901 wurde Merken durch die Dürener Eisenbahn erschlossen. Der Bahnhof am Ortseingang in der Roermonder Straße aus Richtung Düren war zunächst Endpunkt der meterspurigen Bahnstrecke von Düren und Birkesdorf. 1908 wurde die Strecke bis Pier, 1927 bis Inden verlängert. Der Bahnverkehr von Inden bis Düren wurde am 30. Juni 1965 eingestellt. Das Bahnhofsgebäude ist noch erhalten und wird heute anderweitig genutzt.
Heute wird der Personennahverkehr durch den Rurtalbus (bis 31. Dezember 2019 Dürener Kreisbahn) mit Omnibussen sichergestellt. Zusätzlich verkehrt in Schwachlastzeiten die Linie RufBus 294a von Merken in Richtung Inden/Altdorf. In Merken befinden sich die Haltestellen Neffgens Häuser, Markusstraße, Kirche und Wasserturm.
| Linie       | Verlauf |
| ----------- | --- |
| 216         | Düren Kaiserplatz – StadtCenter – Bahnhof/ZOB – Birkesdorf – Hoven – Merken – Schophoven – Viehöven – Kirchberg – Jülich Walramplatz – Neues Rathaus – Jülich Bf/ZOB                                                         |
| 234         | (Ellen – Oberzier – Niederzier – Hambach) / (Huchem-Stammeln – Selhausen) – Krauthausen (– Schophoven) – Merken – Inden/Altdorf (– Lucherberg)                                                                               |
| 294         | (Jülich Schulzentrum –) Walramplatz – Neues Rathaus – Jülich Bf/ZOB – Kirchberg – Viehöven – Schophoven – Merken – Inden/Altdorf – Lucherberg – Lamersdorf – Frenz – RWE/Kraftwerk – Weisweiler Frankenplatz – Weisweiler Bf |
| RufBus 294a | Rufbus: Merken – Inden/Altdorf – Lamersdorf – Lucherberg (Mo–Fr abends, Sa nachmittags-abends und So tagsüber und abends) |

## Öffentliche Einrichtungen
In Merken gibt es zwei Kindergärten, eine Grundschule, ein Jugendheim sowie ein Altenheim, welches inzwischen als Wohnhaus genutzt wird.

## Feuerwehr
In Merken gibt es eine Löschgruppe der Freiwilligen Feuerwehr Düren mit einem Löschgruppenfahrzeug 10/6 und einem Mannschaftstransportfahrzeug.

## Vereine
Merken hat trotz seiner Größe eine recht hohe Anzahl an Vereinen. Einige davon sind:
- Arbeitsgemeinschaft (ARGE) Merkener Geschichte e. V.
- Blau-Weiß Merken 1977 e. V. (Schalke Fan-Club)
- Förderverein für Pfarre, Jugendheim und Kindergarten St. Peter, Merken e. V.
- Interessengemeinschaft „Für ein lebenswertes Merken“ e. V.
- Kirchenchor St. Cäcilia Merken
- Maigesellschaft Merken (Brauchtumspflege)
- Mandolinenclub T.C. „Wandervogel“
- Männergesangverein 1899 Merken
- Merkener Schützenfreunde
- Rad-Renn-Club Düren-Merken e. V. (Radsport)
- Spielverein 1923 Merken e. V. (Sportverein)
- St. Quirinus Schützenbruderschaft Merken e. V. (Schützenverein, Brauchtumspflege)
- Tennisclub Merken
- Turnverein 1886 Merken
- Fußballvereine gegen Rechts – Kein Platz für Rassismus und Gewalt
- Ringerclub Merken 1987 e. V.

## Persönlichkeiten
- Johann Clöben war ein Arzt im 17. Jahrhundert, der in Merken geboren wurde.
- Alberich Bergh (1677–1736), Abt von Marienstatt
- Josef Sommer (1877–1951), Hauptlehrer, Rektor der Volksschule Merken und Heimatforscher
- Eugen Müller (1905–1976), Chemiker und Hochschullehrer, in Merken geboren
- Michael Hirte (* 1964), Gewinner Das Supertalent 2008, wohnte bis 2011 in Merken